# Hayanist
Hayanist är en ort i Armenien. Den ligger i provinsen Armavir, i den centrala delen av landet, 13 kilometer sydväst om huvudstaden Jerevan. Hayanist ligger 841 meter över havet och antalet invånare är 2 031.
Terrängen runt Hayanist är platt. Runt Hayanist är det ganska tätbefolkat, med 155 invånare per kvadratkilometer.. Närmaste större samhälle är Jerevan, 13,5 kilometer nordost om Hayanist. 
Trakten runt Hayanist består till största delen av jordbruksmark.